# Група ГАЗ
Відкри́те акціоне́рне товари́ство «ГАЗ» («Група ГАЗ», рос. Открытое акционерное общество «ГАЗ») — один з найбільших російських автомобілебудівних холдингів, російський виробник комерційного автотранспорту і будівельно-дорожньої техніки. До складу групи входять ВАТ "ГАЗ", 18 автомобілебудівних підприємств в Росії, британська автокомпанія LDV, збутові і сервісні структури.
Штаб-квартира — Нижній Новгород.
Знаходиться під керівництвом свого дочірнього підприємства ТзОВ «Керуюча компанія «Група «ГАЗ» (рос. ООО «Управляющая компания «Группа «ГАЗ»), створеного 28 вересня 2006 року у результаті реструктуризації виробничих активів дочірнього ВАТ «РусПромАвто», що існувало з 2001. Основним акціонером ВАТ «ГАЗ» є машинобудівний холдинг «Русскіє машини» (рос. «Русские машины»).

## Склад
«Група ГАЗ» розділена на 5 дивізіонів (напрямків діяльності), до складу кожного з яких входять виробничі підприємства і збутові організації. <! - по офіційному сайту ->
- Дивізіон «Легкі комерційні та легкові автомобілі»
  - Горьковський автомобільний завод (ГАЗ) - основне підприємство групи; на нього припадає більше половини обороту всієї «Групи ГАЗ» [4].
  - Саранський завод автосамоскидів
  - Ульяновський моторний завод (УМЗ)
  - «Нижегородські мотори»
- Дивізіон «Автобуси»
  - Павловський автобусний завод (ПАЗ)
  - КАвЗ (КАВЗ)
  - Лікінський автобусний завод (ЛіАЗ)
  - ГолАЗ (ГолАЗ)
- Дивізіон «Вантажні автомобілі»
  - Автомобільний завод «Урал»
- Дивізіон «Силові агрегати»
  - «Автодизель» (Ярославський моторний завод, ЯМЗ)
  - Ярославський завод дизельної апаратури (ЯЗДА) і Ярославський завод паливної апаратури (ЯЗТА)
- Дивізіон «Автокомпоненти»
  - Горьковський автомобільний завод (ГАЗ)
  - Завод штампів і прес-форм
  - Канашський автоагрегатний завод (КААЗ)

18 липня 2007 відкритий Об'єднаний інженерний центр, складений з інженерних підрозділів заводів «Групи ГАЗ». Головний майданчик - в Нижньому Новгороді. Мета - спільна робота над оновленням модельного ряду підприємств «Групи ГАЗ» .

## Виноски
1. ↑  Рейтинг крупнейших компаний России по объему реализации продукции — Expert RA.
2. 1 2 3  http://e-disclosure.ru/portal/files.aspx?id=859&type=4
3. ↑  Згідно з щоквартальним звітом ВАТ «ГАЗ» за I квартал 2007 року [Архівовано 28 вересня 2007 у Wayback Machine.] (рос.)
4. ↑  Менеджеров ГАЗа заманили в Нижний Новгород бесплатными квартирами // Lenta.Ru, 06.12.2007
5. ↑  Газета «Автозаводец», 20 июля 2007
6. ↑  «Группа ГАЗ» до 2012 года направит более 750 млн на развитие ОИЦ // НТА-Приволжье, 18 июля 2007. Архів оригіналу за 30 липня 2016. Процитовано 9 березня 2019.